# Gabriela Knutson
Gabriela Andrea Knutson (ur. 21 kwietnia 1997 w Fair Oaks) – czeska tenisistka pochodzenia amerykańskiego.

## Kariera tenisowa
W karierze zwyciężyła w pięciu singlowych i pięciu deblowych turniejach rangi ITF. 6 listopada 2023 roku zajmowała najwyższe miejsce w rankingu singlowym WTA Tour – 155. pozycję, natomiast 17 kwietnia 2023 osiągnęła najwyższą pozycję w rankingu deblowym – 270. miejsce.
Urodzona w Stanach Zjednoczonych z ojca Amerykanina i matki Czeszki. Przeprowadziła się do Czech w wieku 12 lat, ale na studia wróciła do USA – Syracuse University. Regularne starty w rozgrywkach rozpoczęła dopiero od 2022 roku.

## Finały turniejów ITF
| turnieje z pulą nagród 100 000 $ (W100)  |
| turnieje z pulą nagród 80 000 $ (W80)    |
| turnieje z pulą nagród 60 000 $ (W75)    |
| turnieje z pulą nagród 40 000 $ (W50)    |
| turnieje z pulą nagród 25/30 000 $ (W35) |
| turnieje z pulą nagród 15 000 $ (W15)    |

### Gra pojedyncza 10 (6–4)
| Rezultat     |    | Data       | Turniej         | ($)    | Naw.          | Przeciwniczka    | Wynik            |
| Finalistka   | 1. | 05/02/2023 | Rome            | 60 000 | Twarda (hala) | Peyton Stearns   | 6:3, 0:6, 2:6    |
| Zwyciężczyni | 1. | 12/03/2023 | Fredericton     | 25 000 | Twarda (hala) | Himeno Sakatsume | 6:4, 6:4         |
| Zwyciężczyni | 2. | 21/05/2023 | Monzón          | 25 000 | Twarda        | Maddison Inglis  | 6:4, 6:2         |
| Finalistka   | 2. | 28/05/2023 | Monastyr        | 25 000 | Twarda        | Taylah Preston   | 6:3, 6:7(5), 3:6 |
| Zwyciężczyni | 3. | 18/06/2023 | Guimarães       | 25 000 | Twarda        | Madison Sieg     | 6:3, 6:4         |
| Zwyciężczyni | 4. | 15/10/2023 | Quinta do Lago  | 40 000 | Twarda        | Harriet Dart     | 6:4, 6:1         |
| Finalistka   | 3. | 05/11/2023 | Nantes          | 60 000 | Twarda (hala) | Océane Dodin     | 7:6(2), 3:6, 2:6 |
| Finalistka   | 4. | 09/06/2024 | Montemor-o-Novo | 40 000 | Twarda        | Eudice Chong     | 6:3, 2:6, 1:6    |
| Zwyciężczyni | 5. | 14/07/2024 | Corroios        | 40 000 | Twarda        | Mariam Bolkwadze | 6:1, 6:3         |
| Zwyciężczyni | 6. | 23/02/2025 | Praga           | 60 000 | Twarda (hala) | Destanee Aiava   | 6:4, 3:6, 7:5    |

### Gra podwójna 8 (5–3)
| Rezultat     |    | Data       | Turniej       | ($)    | Naw.          | Partnerka            | Przeciwniczki                                 | Wynik          |
| Zwyciężczyni | 1. | 23/04/2022 | Nottingham    | 25 000 | Twarda        | Katarína Strešnaková | Lauryn John-Baptiste Alice Robbe              | 7:6(5), 6:3    |
| Finalistka   | 1. | 18/06/2022 | Santo Domingo | 25 000 | Twarda        | Katarína Strešnaková | Alicia Herrero Liñana Melany Krywoj           | 2:6, 4:6       |
| Zwyciężczyni | 2. | 28/10/2022 | Loughborough  | 25 000 | Twarda        | Joanna Garland       | Martyna Kubka Elena Malygina                  | 6:3, 6:3       |
| Finalistka   | 2. | 04/02/2023 | Rome          | 60 000 | Twarda (hala) | Mana Ayukawa         | Fanny Stollár Lulu Sun                        | 3:6, 0:6       |
| Zwyciężczyni | 3. | 24/02/2024 | Pretoria      | 40 000 | Twarda        | Lina Gluszko         | Sofia Costoulas Hanne Vandewinkel             | 7:6(5), 7:6(4) |
| Zwyciężczyni | 4. | 16/03/2024 | Říčany        | 60 000 | Twarda (hala) | Tereza Valentová     | Fanny Stollár Lulu Sun                        | 6:4, 3:6, 10–4 |
| Zwyciężczyni | 5. | 10/05/2025 | Saint-Gaudens | 60 000 | Ceglana       | Anna Sisková         | Emeline Dartron Tiantsoa Rakotomanga Rajaonah | 6:2, 6:2       |
| Finalistka   | 3. | 31/05/2025 | Brescia       | 60 000 | Ceglana       | Darja Semeņistaja    | Maja Chwalińska Sinja Kraus                   | 0:6, 3:6       |